# بيل بيلي (راقص)
بيل بيلي (بالإنجليزية: Bill Bailey)‏ هو راقص أمريكي، ولد في 8 ديسمبر 1912، وتوفي في 12 ديسمبر 1978.

## وصلات خارجية
- بيل بالي على موقع IMDb (الإنجليزية)
- بيل بالي على موقع ميوزك برينز (الإنجليزية)
- بيل بالي على موقع قاعدة بيانات الفيلم (الإنجليزية)